# کیدین هوتران دوم
کیدین هردورودیش فرزند اونتش نپریشه از دودمان ایکه هلکی در ایلام میانه بوده‌است. اما در منبع دیگری ذکر شده که اونتش نپریشه فرزندی نداشت. در سال ۱۲۴۰ پیش از میلاد برادر زادهٔ اونتش نپریشه، اونپَتَر نپریش بر جای او بر تخت پادشاهی نشت؛ اما مدت زیادی فرمان نراند و احتمالاً برادر کوچک‌تر وی کیدین هوتران یکم جانشین او شد. به نظر می‌رسد به این دلیل که کیدین هوتران یکم فرزندی نداشته کیدین هوتران دوم که فرزند اونتش نپریشه بوده بر تخت پادشاهی نشسته‌است. کیدین هوتران با شاهزاده خانم کاسی ازدواج کرد و از او نپریش اونتش متولد شد و جانشین وی شد.